# Marquee Club 1974
Marquee Club 1974 oder Londres – 1974 – Marquee ist ein Livealbum der französischen Progressive-Rock- und Zeuhl-Gruppe Magma. Es wurde am 14. März 1974 im Londoner Marquee Club aufgezeichnet und am 28. September 2018 als Rohaufnahme bei Seventh Records als Doppel-CD veröffentlicht.

## Inhalt

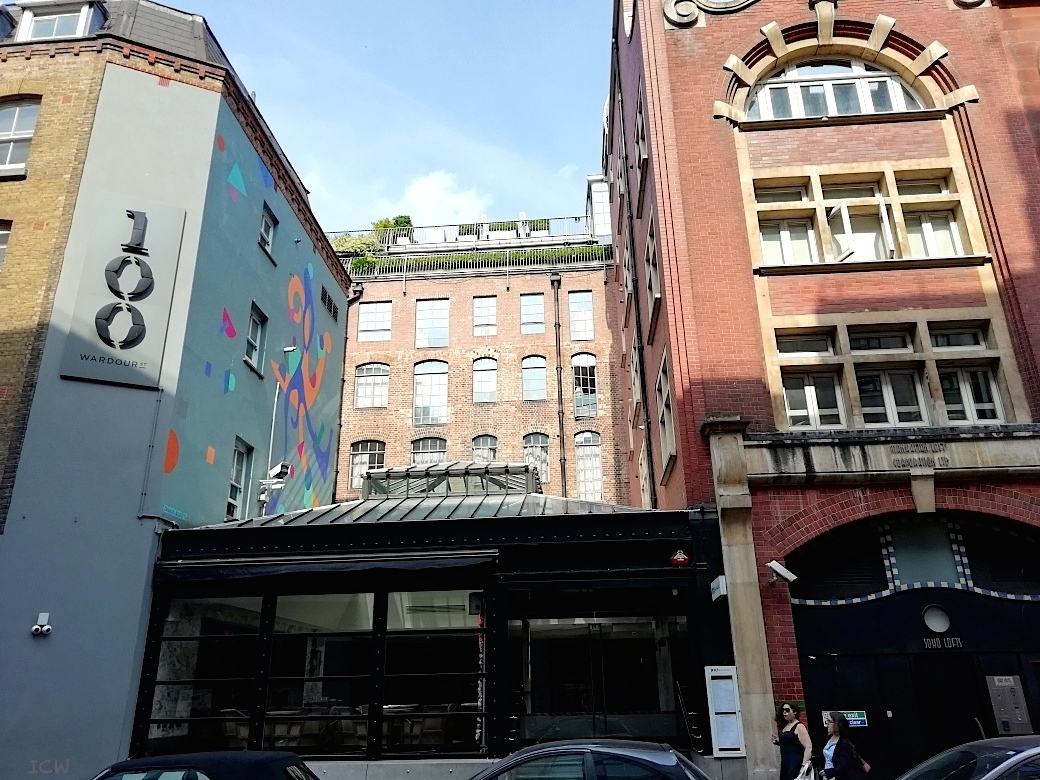
Der ehemalige Standort des Marquee Club in Soho (London)

Das Album wurde in der Reihe AKT von Seventh Records herausgegeben, in der bootlegähnliche Aufnahmen der Band, unter dem Motto: „work in progress“ veröffentlicht werden, die weitgehend in ihrer Rohfassung vorliegen und nicht oder nur wenig gemastert wurden. Wie beim vorangegangenen Konzert vom 14. März 1974 in den Londoner BBC-Studios, das 1999 als BBC 1974 veröffentlicht wurde, enthält das Album zwei der wichtigsten Titel von Magma: Theusz Hamtaahk und Köhntarkösz. Gerade einmal zwei Wochen vor der ersten Studioaufnahme liegt Köhntarkösz hier immer noch in einer strukturell nicht auskomponierten, ausgereiften Fassung vor. Einige Sequenzen wurden in der spätere Studioaufnahme entfernt und erst 2004 in Köhntarkösz Anteria (K.A) wieder verwendet. Auch der Titel Theusz Hamtaahk ist hier noch nicht in seiner finalen Fassung, dessen Coda kurz danach noch eingekürzt wurde. Wie bei den Aufnahmen für BBC 1974 wurde dieses Konzert ebenfalls mit einer reduzierten Besetzung der Band gespielt, die auf die sonst üblichen Violine, Synthesizer und Begleitgesang verzichtet.

## Titelliste

### CD 1
1. Köhntarkösz – 25:23
2. Soẁiloï – 7:13
3. KMX B XII Opus 7 – 7:20
4. Sons Et Chorus De Batterie (Ptah) – 25:11
5. Ambiance Marquee – 1:00

### CD 2
1. Theusz Hamtaahk – 29:20
2. Mëkanïk Dëstruktïẁ Kömmandöh – 36:24

## Rezeption
Kristian Selm vom Musikportal BetreutesProggen.de hält besonders die „Work In Progress-Versionen“ der beiden Songmonolithen Köhntarkösz und Theusz Hamtaahk für interessant: „… hier [ist] noch einiges im Fluss, ist vieles noch nicht final durchkomponiert … Doch gerade dadurch wirken diese historischen Zeugnisse unberechenbarer, offener und ungestümer, voll von ungezügelter Energie und spannenden, düsteren Soloparts an Gitarre und Fender Rhodes. Theusz Hamtaahk ist ebenfalls noch in einem gewissen Entwicklungsstadium und beinhaltet eine Coda, die wenig später fallen gelassen wurde.“ Negativ bewertet er „Die Soundqualität ist nicht immer bestens, mitunter etwas verwaschen, wie vor allem in den ruhigen Passagen teilweise störende Gesprächsfetzen zu vernehmen sind – da vieles in Französisch ist, wurde hier wahrscheinlich etwas über die Bühnenmikros eingefangen.“ Abschließend lobt er aber die „unbändige, mitreißende Dynamik“ der Aufführung und den Charakter der Veröffentlichung als historischen Dokument.